# Club de Rugby Austral

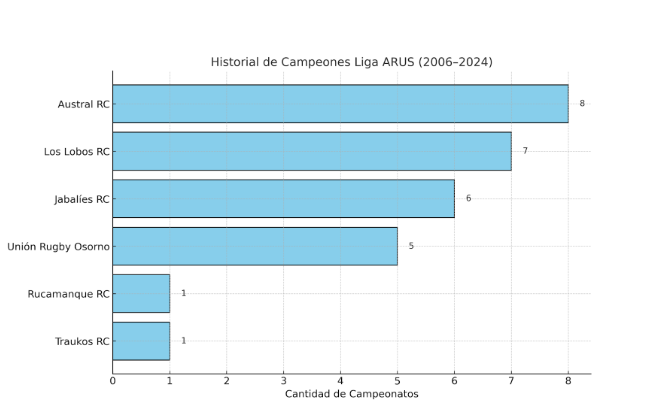
Tabla de partidos ganados por equipo en la liga ARUS entre los años 2006-2024

El Club de Rugby Austral es un equipo de Rugby Union chileno con sede en la ciudad de Valdivia.

## Historia
Fundado en 1979 del alero de la Universidad Austral. En 2005 fue uno de los equipos fundadores de la Asociación de Rugby del Sur (ARUS), que abarca a los equipos de rugby competitivo en las regiones de Los Ríos, y Los Lagos.

## Palmarés

### Torneos nacionales
- Campeonato nacional Universitario de Rugby (2): 1995,[2] 2003[2]

### Torneos regionales
- Liga  ARUS (8): Apertura 2010,[3]  Apertura 2011,[3] Apertura 2013,[3] Apertura 2014.[3], Apertura 2018, Clausura 2018, Apertura 2023, Clausura 2023.[4]